# Gare de Mer
Gare de Mer – stacja kolejowa w Mer, w departamencie Loir-et-Cher, w Regionie Centralnym, we Francji.
Jest stacją Société nationale des chemins de fer français (SNCF), obsługiwaną przez pociągi Aqualys i TER Centre  kursujących między Blois, Orleanem i Paryżem.